# Contea di Si
La contea di Si (泗县S, Sì XiànP) è una contea della Cina, situata nella provincia dell'Anhui.